# Steven Knight

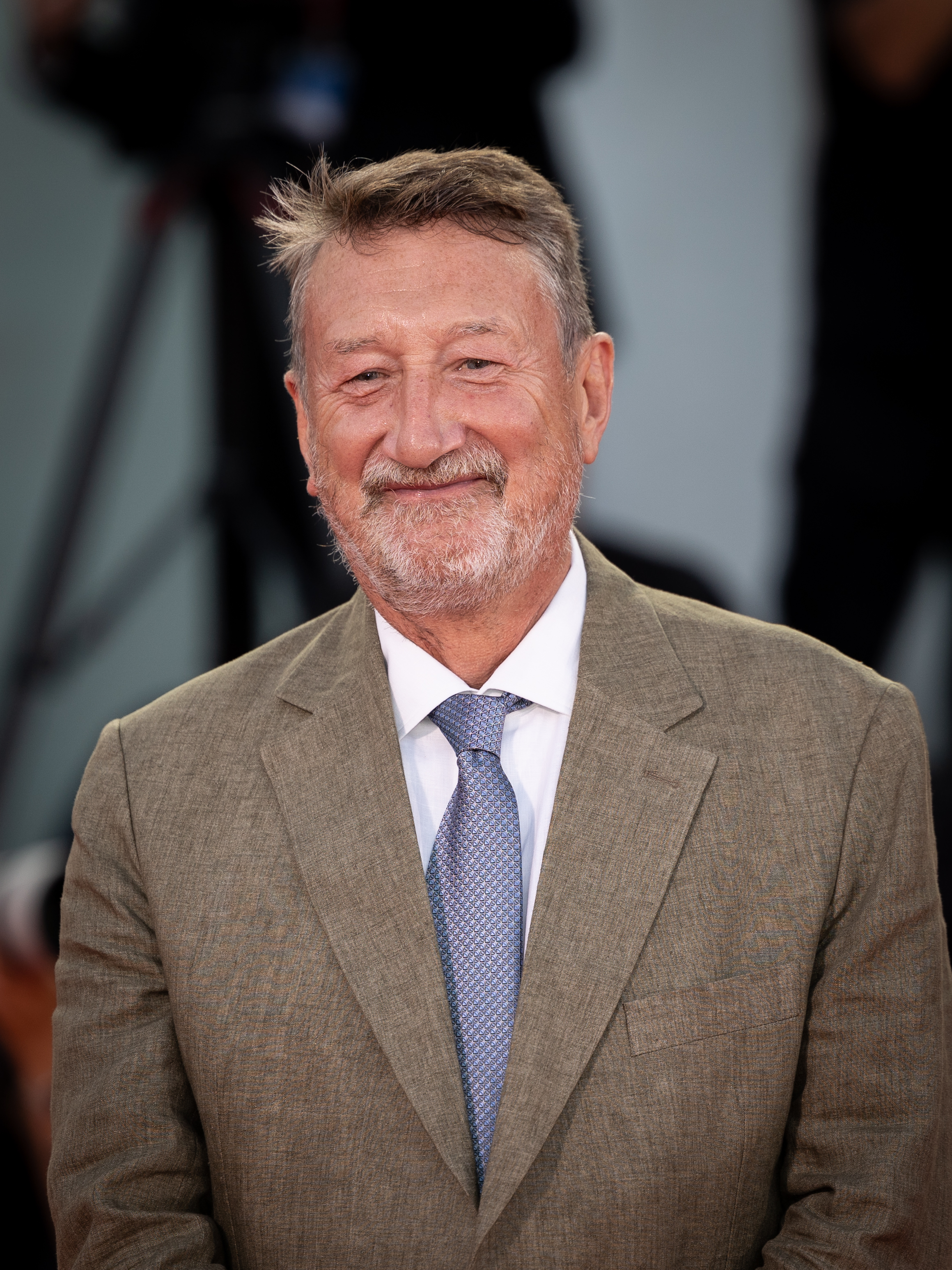
Steven Knight (2024)

Steven Knight CBE (* 5. August 1959 in Marlborough, Wiltshire, England, und in Birmingham aufgewachsen) ist ein britischer Drehbuchautor, Film- und Fernsehregisseur, bekannt für seine Arbeit an verschiedenen Fernsehserien.
Daneben verfasste er unter anderem die Drehbücher für Tödliche Versprechen – Eastern Promises sowie Unter Beobachtung. Nachdem er in den 1990er Jahren einige Folgen von The Detectives inszeniert hatte, folgten in den 2010er Jahren drei Spielfilme.

## Filmografie (Auswahl)

### Drehbuch
- 1989: Commercial Breakdown (Fernsehserie)
- 1993–1997: The Detectives (Fernsehserie, 31 Episoden)
- 1998: Who Wants to Be a Millionaire?
- 2002: Kleine schmutzige Tricks (Dirty Pretty Things)
- 2006: Amazing Grace
- 2007: Tödliche Versprechen – Eastern Promises (Eastern Promises)
- 2013: Redemption – Stunde der Vergeltung (Hummingbird)
- 2013: Unter Beobachtung (Closed Circuit)
- 2013: No Turning Back (Locke)
- seit 2013: Peaky Blinders – Gangs of Birmingham (Peaky Blinders, Fernsehserie, Schöpfer)
- 2014: Madame Mallory und der Duft von Curry (The Hundred-Foot Journey)
- 2014: Bauernopfer – Spiel der Könige (Pawn Sacrifice)
- 2014: Seventh Son
- 2015: Im Rausch der Sterne (Burnt)
- 2016: Allied – Vertraute Fremde (Allied)
- seit 2017: Taboo (Fernsehserie, Schöpfer)
- 2017: Die Frau, die vorausgeht (Woman Walks Ahead)
- 2018: Verschwörung (The Girl in the Spider’s Web)
- 2019: See – Reich der Blinden (See, Fernsehserie)
- 2019: A Christmas Carol (Miniserie)
- 2019: Im Netz der Versuchung (Serenity)
- 2021: Locked Down
- 2021: Spencer
- seit 2022: SAS: Rogue Heroes (Fernsehserie)
- 2023: Große Erwartungen (Great Expectations, Miniserie, 6 Episoden)
- 2023: Alles Licht, das wir nicht sehen (All the Light We Cannot See, Miniserie)
- 2024: Maria
- seit 2024: A Thousand Blows (Fernsehserie)

### Regie
- 1995–1997: The Detectives (Fernsehserie, 4 Episoden)
- 2013: Redemption – Stunde der Vergeltung (Hummingbird)
- 2013: No Turning Back (Locke)
- 2019: Im Netz der Versuchung (Serenity)

## Auszeichnungen
Sein Film Kleine schmutzige Tricks brachte ihm einen Edgar Allan Poe Award für Best Motion Picture Screenplay sowie einen London Critics’ Circle Film Award für den besten britischen Drehbuchautor des Jahres ein. Außerdem wurde sein Drehbuch für einen Oscar als bestes Originaldrehbuch nominiert. Zudem wurde ihm der BAFTA Award fürs Best Original Screenplay verliehen.